# Lubuk Puding
Lubuk Puding is een bestuurslaag in het regentschap Karimun van de provincie Riau-archipel, Indonesië. Lubuk Puding telt 3.043 inwoners (volkstelling 2010).